# Jeziorko (obwód wołyński)
Jeziorko (ukr. Озе́рце) – wieś na Ukrainie w rejonie łuckim obwodu wołyńskiego.

## Historia
Pod koniec XIX w. wieś w gminie Rożyszcze, w powiecie łuckim.
Do 2020 w rejonie kiwereckim. 